# Travelers’ Century Club
Der Travelers’ Century Club (TCC) ist ein US-amerikanischer Verein, dessen Mitglieder mindestens 100 Länder bereist haben. Er wurde 1954 von Bert Hemphill in Los Angeles gegründet. Mit seiner Firma Hemphill Travel Service war Hemphill Pionier in der Durchführung von exklusiven Weltreisen mit dem Flugzeug.

## Beschreibung
Dies war in den 1950er Jahren einer kleinen Gruppe begüterter Personen möglich. Die Stammkunden von Hemphill Travel Service sowie dessen Reiseführer erfüllten als erste dieses Kriterium.
Im Jahre 1960 besaß der Club 43 Mitglieder. Bis 1980 wuchs die Zahl auf 300 heran. Heute sind etwa 2000 Personen Mitglied im Travelers’ Century Club. Etwa zehn Prozent davon kommen aus der Reisebranche.
Die für das Aufnahmekriterium gültigen Länder und Regionen werden in einer offiziellen, vom TCC-Vorstand verabschiedeten Liste definiert, die auf der DXCC-Länderliste der American Radio Relay League basiert. Diese Liste wird ständig aktualisiert und enthält heute 330 Gebiete. Dazu zählen nicht nur Länder, sondern auch entfernte Inseln (z. B. Diego Garcia), abgelegene Regionen (z. B. Sibirien) sowie die Antarktisgebiete.
Der Club honoriert den Besuch von 100, 150, 200, 250 und 300 Ländern und Regionen. Der Nachweis des Besuches der ersten 100 Länder/Regionen geschieht in der Regel auf Vertrauensbasis, wobei auf Verlangen Bestätigungen eingereicht werden müssen. Für den Besuch aller weiteren Gebiete ist ein Nachweis notwendig. Eine Mindestaufenthaltsdauer ist nicht vorgeschrieben.
John Clouse war der erste, der alle damals 315 Länder und Regionen bereist hat. Er wurde 1995 im Guinness World Records als der weitest gereiste Mensch aufgeführt. Anfang 2007 haben 9 Personen alle 315 Gebiete besucht. Der jüngste war 37 Jahre alt, als er dieses Ziel erreichte. Die jüngste Person, die 100 Länder/Gebiete bereist hat, war zwei Jahre und acht Monate alt.
Wie schwer dieses Ziel zu erreichen ist, zeigen die Anstrengungen, die die Mitglieder zu seiner Erreichung unternehmen. Um die verschiedenen Gebiete in der Antarktis zu besuchen, sind wegen des schlechten Wetters häufig mehrere Reisen auf russischen Eisbrechern oder ähnlich exotischen Verkehrsmitteln notwendig. Einige Gebiete (Diego Garcia, Wake Island etc.) sind überhaupt nicht mit kommerziellen Verkehrsmitteln erreichbar, so dass die Clubmitglieder eigens Schiffe zur Passage chartern.
Die Aufnahmegebühr in den Travelers’ Century Club beträgt 100 US-Dollar, die Jahresgebühr zusätzlich 65 – 95 US-Dollar. Das neue Mitglied erhält dafür einen Pin sowie vierteljährlich die Mitgliederzeitschrift The Centurian. Wer 75 Länder/Regionen besucht hat, kann als vorläufiges Mitglied an den Sitzungen und Veranstaltungen des Travelers’ Century Club teilnehmen, ist jedoch nicht stimmberechtigt.
Es existieren folgende Mitgliedschafts-Stufen:
- ab 75 besuchten Ländern/Regionen: Provisional Member
- ab 100 besuchten Ländern/Regionen: Member
- ab 150 besuchten Ländern/Regionen: Silver Member
- ab 200 besuchten Ländern/Regionen: Gold Member
- ab 250 besuchten Ländern/Regionen: Platinum Member
- ab 300 besuchten Ländern/Regionen: Diamond Member